# Ganymedes eucopiae
Ganymedes eucopiae is een soort in de taxonomische indeling van de Myzozoa, een stam van microscopische parasitaire dieren. Het organisme komt uit het geslacht Ganymedes en behoort tot de familie Ganymedidae. Ganymedes eucopiae werd in 1975 ontdekt door Theodorides & Desportes.